# シナツヒコ
シナツヒコは、日本神話に登場する神である。

神産み神話（イザナギ・イザナミが生んだ神々）

『古事記』では志那都比古神（しなつひこのかみ）、『日本書紀』では級長津彦命（しなつひこのみこと）と表記され、神社の祭神としては志那都彦神などとも書かれる。

## 概要
『古事記』では、神産みにおいてイザナギとイザナミの間に生まれた神であり、風の神であるとしている。『日本書紀』では神産みの第六の一書で、イザナミが朝霧を吹き払った息から級長戸辺命（しなとべのみこと）またの名を級長津彦命という神が生まれ、これは風の神であると記述している。シナトベは、神社の祭神としては志那戸辨命、志那都比売神などとも書かれる。
『日本書紀』のシナトベは女神とされることもあり、神社によってはシナツヒコの姉または妻とされている。本居宣長の『古事記伝』では、賀茂真淵の説として、本来は男女一対の神であり、それが同一の神とされるようになったとしている。龍田大社（奈良県生駒郡）の祭神は天御柱命・国御柱命であるが、社伝や祝詞では天御柱命は志那都比古神、国御柱命は志那都比売神（しなつひめのかみ）のこととしている。志那都比古神は男神、志那都比売神は女神である。

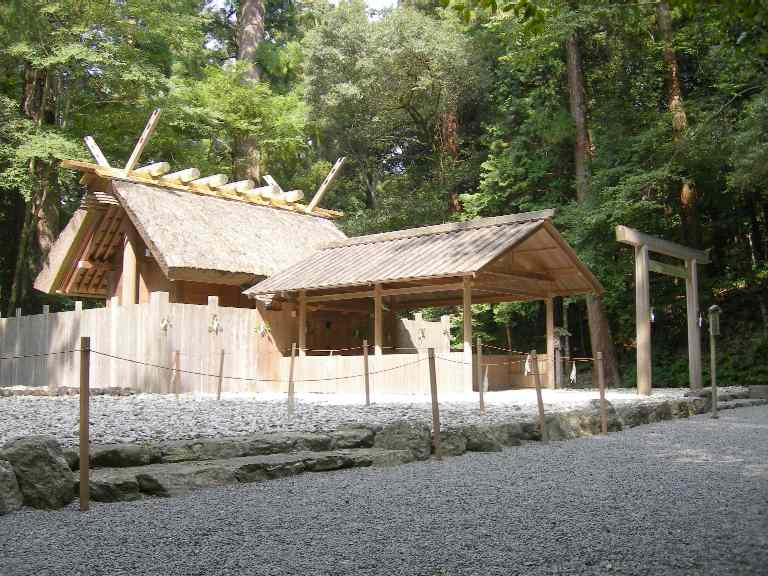
内宮別宮風日祈宮

伊勢神宮には内宮の別宮に風日祈宮（かざひのみのみや）、外宮の別宮に風宮があり、どちらも級長津彦命と級長戸辺命を祀っている。風日祈宮は元々「風神社」と呼ばれていたが、元寇の際に神風を吹かせたのは風神社の神であるとされたことから、「風日祈宮」の宮号が宣下された。